# Drapetis infitialis
Drapetis infitialis är en tvåvingeart som beskrevs av Collin 1961. Drapetis infitialis ingår i släktet Drapetis och familjen puckeldansflugor. Arten har ej påträffats i Sverige. Inga underarter finns listade i Catalogue of Life.